# TAC3
TAC3 (англ. Tachykinin 3) – білок, який кодується однойменним геном, розташованим у людей на короткому плечі 12-ї хромосоми. Довжина поліпептидного ланцюга білка становить 121 амінокислот, а молекулярна маса — 13 438.
| 10         |  | 20         |  | 30         |  | 40         |  | 50         |
| ---------- |  | ---------- |  | ---------- |  | ---------- |  | ---------- |
| MRIMLLFTAI |  | LAFSLAQSFG |  | AVCKEPQEEV |  | VPGGGRSKRD |  | PDLYQLLQRL |
| FKSHSSLEGL |  | LKALSQASTD |  | PKESTSPEKR |  | DMHDFFVGLM |  | GKRSVQPDSP |
| TDVNQENVPS |  | FGILKYPPRA |  | E          |  |            |  |            |

A: Аланін

C: Цистеїн

D: Аспарагінова кислота

E: Глутамінова кислота

F: Фенілаланін

G: Гліцин

H: Гістидин

I: Ізолейцин

K: Лізин

L: Лейцин

M: Метіонін

N: Аспарагін

P: Пролін

Q: Глутамін

R: Аргінін

S: Серин

T: Треонін

V: Валін

Задіяний у такому біологічному процесі, як альтернативний сплайсинг. 
Секретований назовні.